# Сімдесят восьма сесія Генеральної Асамблеї ООН
Сімдесят восьма сесія Генеральної Асамблеї Організації Об'єднаних Націй відкрилася 5 вересня 2023 року і є поточною сесією Генеральної Асамблеї ООН. Президент Генеральної Асамблеї представляє Латинську Америку та країни Карибського басейну.

## Організація сесії

### Президент
1 червня 2023 року Постійний представник Тринідаду і Тобаго при ООН, Денніс Френсіс, був обраний на посаду Голови Генеральної Асамблеї.

### Віцепрезиденти
Генеральна Асамблея обрала наступні країни віцепрезидентами 78-ї сесії: П'ять постійних членів Ради Безпеки ООН:
- КНР
- Франція
- Росія
- Велика Британія
- США

А також наступні країни:
- Болівія
- Республіка Конго
- Естонія
- Гамбія
- Ісландія
- Іран

- Малайзія
- Марокко
- Нідерланди
- Сенегал
- Сінгапур
- Шрі-Ланка

- Суринам
- Уганда
- Узбекистан
- Замбія

### Загальні питання для обговорення
Кожен член Генеральної Асамблеї матиме представника, який виступить з питаннями, що стосуються їхньої країни, та надіями на наступний рік щодо того, що робитиме Генеральна Асамблея. Це можливість для країн-членів висловити думки щодо міжнародних питань, які їх хвилюють.
Порядок виступів надається спочатку країнам-членам, потім країнам-спостерігачам та наднаціональним органам. Будь-які інші спостерігачі матимуть можливість виступити в кінці дебатів, якщо вони захочуть. Виступаючі будуть занесені до списку в порядку їх запиту, з особливою увагою до міністрів та інших урядовців подібного або вищого рангу. Відповідно до правил проведення загальних дебатів, заяви повинні бути однією з офіційних мов ООН: арабською, китайською, англійською, французькою, російською або іспанською, і будуть перекладені перекладачами ООН. Кожен виступаючий повинен надати 350 копій своїх заяв заздалегідь конференц-офіцерам для полегшення перекладу та представлення на трибуні.